# ベスト・オブ・ベスト 水木一郎
『ベスト・オブ・ベスト 水木一郎』は、「アニメソング界の帝王」水木一郎のベスト・アルバム。

## 概要
数々ヒットのアニメソング。全25曲。

## 収録曲
1. ぼくらのバロム1 [3:03]
  - 特撮テレビドラマ『超人バロム・1』オープニングテーマ
2. 嵐よ叫べ [2:20]
  - 特撮テレビドラマ『変身忍者 嵐』オープニングテーマ
3. アストロガンガー [2:25]
  - テレビアニメ『アストロガンガー』オープニングテーマ
4. マジンガーZ [1:51]
  - テレビアニメ『マジンガーZ』オープニングテーマ
5. バビル2世 [2:23]
  - テレビアニメ『バビル2世』オープニングテーマ
6. セタップ!仮面ライダーX [3:02]
  - 特撮テレビドラマ『仮面ライダーX』オープニングテーマ
7. おれはグレートマジンガー [2:23]
  - テレビアニメ『グレートマジンガー』オープニングテーマ
8. がんばれロボコン [3:10]
  - 特撮テレビドラマ『がんばれ!!ロボコン』オープニングテーマ
9. 仮面ライダーストロンガーのうた [3:14]
  - 特撮テレビドラマ『仮面ライダーストロンガー』オープニングテーマ
10. テッカマンの歌 [2:36]
  - テレビアニメ『宇宙の騎士テッカマン』オープニングテーマ
11. 鋼鉄ジーグのうた [3:04]
  - テレビアニメ『鋼鉄ジーグ』オープニングテーマ
12. ダッシュ!マシンハヤブサ [3:30]
  - テレビアニメ『マシンハヤブサ』オープニングテーマ
13. 行くぞ!ゴーダム [2:33]
  - テレビアニメ『ゴワッパー5(ファイブ) ゴーダム』オープニングテーマ
14. コン・バトラーV(ブイ)のテーマ [2:52]
  - テレビアニメ『超電磁ロボ コン・バトラーV(ブイ)』オープニングテーマ
15. 地獄のズバット [3:12]
  - 特撮テレビドラマ『快傑ズバット』オープニングテーマ
16. オー!!大鉄人ワンセブン [3:50]
  - 特撮テレビドラマ『大鉄人17(ワンセブン)』オープニングテーマ
17. グランプリの鷹 [3:04]
  - テレビアニメ『アローエンブレム グランプリの鷹』オープニングテーマ
18. キャプテンハーロック [3:37]
  - テレビアニメ『宇宙海賊キャプテンハーロック』オープニングテーマ
19. ルパン三世 愛のテーマ [3:20]
  - テレビアニメ『ルパン三世』エンディングテーマ
20. 燃えろ!仮面ライダー [3:42]
  - 特撮テレビドラマ『仮面ライダー (スカイライダー)』オープニングテーマ
21. ムーへ飛べ [3:13]
  - テレビアニメ『ムーの白鯨』オープニングテーマ
22. ローラーヒーロー・ムテキング [3:09]
  - テレビアニメ『とんでも戦士ムテキング』オープニングテーマ
23. 夢を勝ちとろう [2:31]
  - テレビアニメ『プロゴルファー猿』オープニングテーマ
24. 時空戦士スピルバン [3:12]
  - 特撮テレビドラマ『時空戦士スピルバン』オープニングテーマ
25. サバンナを越えて [3:00]
  - テレビアニメ『ジャングル大帝』オープニングテーマ